# Chondropyga allardi
Chondropyga allardi är en skalbaggsart som beskrevs av Rigout 1997. Chondropyga allardi ingår i släktet Chondropyga och familjen Cetoniidae. Inga underarter finns listade i Catalogue of Life.